# فونتانلاتو
فونتانلاتو (به ایتالیایی: Fontanellato) یک کومونه در ایتالیا است که در استان پارما واقع شده‌است.

## خصوصیات
فونتانلاتو ۵۳ کیلومترمربع مساحت و ۶٬۶۲۴ نفر جمعیت دارد و ۴۵ متر بالاتر از سطح دریا واقع شده‌است.

## خواهرخوانده
شهرهای و Falköping Municipality، Kißlegg، ولز، انگلستان و Falköping Municipality خواهرخوانده‌های فونتانلاتو هستند.